# 三元雅芸
三元 雅芸（みもと まさのり、1977年〈昭和52年〉5月3日 - ）は、日本の俳優、殺陣師。大阪府出身。妹は歌手の美元智衣。

## 人物・略歴
テレビで見たジャッキー・チェンの影響で中学校まで10年間空手を習っていた（中3の時全国大会2位）。
中高一貫の進学校に入学後、アクションチームに所属し、大学まで7年間、ウルトラマンや仮面ライダーなどヒーローショーのアルバイトをやっていた。
同志社大学卒業後、地元の信用金庫に就職するも1年で辞め、舞台に出演する。
先輩に誘われて『デビルメイクライ』のモーションキャプチャにアクション補助として参加する。
25歳の時、先に上京してスタントマンをやっていた大阪のアクションチームの先輩を頼って上京する。
東京で最初に参加した『SDガンダムフォース』のモーションキャプチャ現場でアクション監督の谷垣健治に出会い、谷垣のチームでスタントマンとして2年ほど活動していた。
以前は、T&T Production、櫻花プロtoughに所属していた。

## 出演
※は主演

### 映画
- 修羅のみち9 北九州烈死篇（2004年2月28日、監督：小澤啓一）
- THE ULTIMATE VERSUS-アルティメット・ヴァーサス-（2004年5月21日、監督：北村龍平）
- あゝ!一軒家プロレス（2004年12月4日、監督：久保直樹）
- シルバーホーク（2005年12月10日、監督：ジングル・マ（馬楚成））
- デスノート（2006年6月17日、監督：金子修介） - 弥海砂のマネージャー
- デスノート the Last name（2006年11月3日、監督：金子修介） - 弥海砂のマネージャー
- ITバブルと寝た女たち（2007年6月9日、監督：佐藤太）
- VISION CAST 月9携帯ドラマ イチカバチカ（2007年8月6日、監督：金子修介） - 1番の男
- Girl's BOX ラバーズ☆ハイ（2008年3月29日、監督：佐藤太）
- 四畳半革命 白夜に死す（2008年6月14日、監督：世志男） - 横山直也 ※
- ハッピーフライト サイドストーリー 〜What's your name?〜（2008年12月、監督：山口晃二）
- TOKYO PROM QUEEN/東京プロムクイーン（2009年7月3日、監督：佐藤太）
- ガチンコ 疾走上等（2010年3月20日、監督：広瀬陽） - 黒滝龍一
- 誘拐ラプソディー（2010年4月3日、監督：榊英雄） - マサル
- 忍邪（2010年6月19日、監督：千葉誠治） - 伊賀下忍甲
- SP THE MOTION PICTURE 野望篇（2010年10月30日、監督：波多野貴文） - 川尻伸一
- SP THE MOTION PICTURE 革命篇（2011年3月12日、監督：波多野貴文） - 川尻伸一
- 女忍 KUNOICHI（2011年3月19日、監督：千葉誠治） - 氷月
- AVN/エイリアンVSニンジャ（2011年7月23日、監督：千葉誠治） - 耶麻汰 ※[8]
- 魂を握り潰した男（2011年11月12日、監督：前田万吉）※[9]
- ギャルバサラ -戦国時代は圏外です-（2011年11月26日、監督：佐藤太）
- ロボジー（2012年1月14日、監督：矢口史靖）
- 世界で一番素敵なキス2「野良猫の恋」（2012年6月15日、監督：世志男） ※
- ポーラーサークル 未知なる生物オムニバス「さすらいのエイリアン 私立探偵ロビン」（2012年6月17日、監督：竹葉リサ）
- いま、殺りにゆきます（2012年12月15日、監督：千葉誠治）
- EDO OF THE DEAD（2012年12月、監督：山本清史） ※[10] 平成23年度京都映画・映像企画市優秀賞[11]
- ナイトピープル（2013年1月26日、監督：門井肇） - 葛西[12]
- 図書館戦争（2013年4月27日、監督：佐藤信介）
- BUSHIDO MAN ブシドーマン（2013年6月5日、監督：辻本貴則） - 弥本英次[13]
- タイガーマスク（2013年11月9日、監督：落合賢） - モト
- ライヴ（2014年5月10日、監督：井口昇）
- THE NEXT GENERATION -パトレイバー- エピソード4「野良犬たちの午後」（2014年7月12日、監督：辻本貴則） - 猿渡八郎
- 極道大戦争（2015年6月20日、監督：三池崇史） - KAERU[14]
- 虎影（2015年6月20日、監督：西村喜廣） - 鬼卍
- 進撃の巨人 ATTACK ON TITAN 反撃の狼煙 第2話「希望の弓矢」（2015年8月15日、監督：尾上克郎） - 教官
- 進撃の巨人 ATTACK ON TITAN 反撃の狼煙 第3話「自由への旅立ち」（2015年8月15日、監督：西村喜廣） - 教官
- 101回目のベッド・イン（2015年8月23日、監督：サーモン鮭山）[15]
- 屍者の帝国（2015年10月2日、監督：牧原亮太郎） アクションコーディネーター・モーションアクター
- 忍者狩り（2015年10月24日、監督：千葉誠治） - 突悪 ※[16]
- 戦神 ゴッド・オブ・ウォー（2017年、監督：ゴードン・チャン）[7]
- 蠱毒 ミートボールマシン（2017年、監督：西村喜廣） - 酒井 役[17]
- RE:BORN (映画)（2017年、監督：下村勇二）- フォックス
- マンハント（2017年、監督：ジョン・ウー）
- スモーキング・エイリアンズ（2018年12月15日、リアリーライクフィルムズ） - 松本克巳[18]
- キングダム（2019年4月19日公開、東宝）
- HYDRA（2019年11月23日、監督：園村健介）
- 燃えよデブゴン TOKYO MISSION 肥龍過江 Enter The Fat Dragon（2020年）- 東野組組員 Benny（賓尼）[19]
- ベイビーわるきゅーれ（2021年、監督：阪元裕吾） - 渡部
- 劇場版シグナル 長期未解決事件捜査班（2021年4月）
- 生きててよかった（2022年5月13日、ハピネットファントム・スタジオ）
- HOLY MOTHER（2022年9月10日、監督：西村喜廣）※ 兼アクション監督、アクション編集
- BAD CITY（2023年、製作総指揮：OZAWA / 監督：園村健介） - 開港警察 特捜班 刑事 西崎
- ゴーストキラー（2025年4月11日、監督：園村健介、ライツキューブ） - 工藤英雄 役[20]

### テレビドラマ
- ビー・バップ・ハイスクール（TBS）
- 愛情イッポン!（2004年、日本テレビ） - 北川
- ウルトラシリーズ
  - ウルトラQ dark fantasy 第17話「小町」（2004年、テレビ東京） - 若者
  - ウルトラマンマックス 第18話「アカルイセカイ」（2005年、中部日本放送・TBS系） - UDF一般隊員
  - ウルトラマンタイガ 第18話「新しき世界のために」（2019年、テレビ東京） - 小森セイジ / 触覚宇宙人バット星人（声）
- ホーリーランド（2005年、テレビ東京） - 吉井
- 森村誠一サスペンスシリーズ5 音（2005年5月30日、TBS） - 春日
- 水曜ミステリー9 信濃のコロンボ事件ファイル10 杜の都殺人事件（2006年1月11日、テレビ東京）
- ライオン丸G（2006年） - カブキモノ
- 結婚披露宴〜人生最悪の3時間〜（2007年、フジテレビ） - 三本
- 結婚詐欺師（2007年11月18日、WOWOW ドラマW）
- ヒットメーカー 阿久悠物語（2008年8月1日、日本テレビ） - 森昌子のマネージャー
- これでいいのだ!! 赤塚不二夫伝説（2008年11月1日、フジテレビ） - 古谷三敏
- 音女36「焦らすオトメ」（テレビ朝日）
- SP THE MOTION PICTURE 野望篇 ドラマスペシャル 革命前日（Pre Episode VI）（2011年3月5日、フジテレビ） - 警視庁 警護課第四係 機動警護班隊員 巡査部長 川尻伸一
- Strangers 6（2012年、WOWOWプライム・フジテレビ、日本・中国・韓国の3ヶ国共同製作） - 公安
- ラッキーセブン 第9話（2012年3月12日、フジテレビ） - キャップの男
- CRISIS 公安機動捜査隊特捜班 第1話「巨悪爆弾テロ事件を防げ! 特捜班始動!」（2017年4月11日、フジテレビ） - 暗殺者
- 奥様は、取り扱い注意 第8話「ホームパーティ」（2017年、日本テレビ） - 空き巣窃盗犯[21]
- MIU404 第7話「現在地」（2020年8月7日、TBS） - 大熊邦彦
- レッドアイズ 監視捜査班 第9話（2021年3月20日、日本テレビ） - 嘉吉
- 封刃師 第1話（2022年1月16日/23日[注 1]、ABC・テレビ朝日）[22]
- 金曜ドラマ DOPE 麻薬取締部特捜課 CASE 5・CASE 6（2025年8月1日・8日、TBS） - 嘉賀省吾 役[23]

### Vシネマ
- 必殺! バトルロード2 妖剣女刺客（2006年03月10日、監督：小澤啓一） - 甲
- 実録・銀座警察 義侠（2008年7月25日、監督：金澤克次） - 義
- 真田くノ一忍法伝 かすみ 激突!はぐれ甲賀軍団!!（2009年9月4日、監督：世志男） - 真田幸村 ※ 殺陣も担当
- 下町任侠伝 鷹5・6・7（2022年 - 2023年） - 坂上 ※兼アクション監督

### バラエティ
- よしもと新喜劇（2000年 - 2001年）

### 舞台
- 魂を握りつぶした男（2008年）※[9]
- ルドンの黙示（2008年） - シアロン
- 今日も、ふつう。（2008年） - 青沼せいぞう
- 逃亡ヒーロー（2009年）※
- 熱海殺人事件（2009年）※

### CM
- スクウェア・エニックス「オクトパストラベラー2」（2023年）
- 日清食品「麺の達人」（2006年）
- ベネゼル「ストレートパーマ」（2009年）

### PV
- 河口恭吾「私のすべて」（2006年）
- FIELDS「格闘編」（2007年）※
- defspiral「DIVE INTO THE MIRROR」（2010年）
- VOICES「VOICE」（2015年11月20日） 配信専用ミュージックビデオ

### モーションキャプチャ
※主演および殺陣
表情の演技のフェイスキャプチャも多くこなす。
- SDガンダムフォース（2003年）※
- 風雲 新撰組（2004年） - 沖田総司 ※
- 真・三國無双4（2004年） - 曹丕 ※
- 戦国BASARA2（2006年）
- 龍が如く（2005年 - ） 1作目は声優として参加[6]
  - 龍が如く2 - 桐生一馬など
  - 龍が如く 見参! - 宮本武蔵、佐々木小次郎など
  - 龍が如く3 - 桐生一馬など
  - 龍が如く4 伝説を継ぐもの - 桐生一馬、秋山駿など
  - 龍が如く OF THE END - 桐生一馬、秋山駿など
  - 龍が如く5 夢、叶えし者 - 桐生一馬、秋山駿、品田辰雄など
  - 龍が如く 維新! - 坂本龍馬
  - 龍が如く7 光と闇の行方 - 春日一番など
  - 龍が如く8 - 春日一番など
  - 龍が如く7 外伝 - 桐生一馬など
- モンスターハンター ポータブル2（2006年） - ハンター ※
- デビルメイクライ4（2007年）※
- ストリートファイターIV（2008年） - リュウ、ダルシム ※
- 鉄拳6（2009年） - 三島一八 ※
- ベヨネッタ（2009年）
- 戦国BASARA3（2010年） - 伊達政宗、真田幸村 ※
- メタルギア ライジング リベンジェンス（2012年） - サムエル・ホドリゲス ※
- モンスターハンター4th（2012年） - ハンター ※
- 戦国BASARA4 皇（2015年） - 千利休
- JUDGE EYES:死神の遺言（2018年）- 主演＆アクションコーディネーター
- LOST JUDGMENT 裁かれざる記憶（2021年）- 主演＆アクションコーディネーター
- Nintendo Switch用ボクシングエクササイズ Fit Boxing 北斗の拳〜お前はもう痩せている（2022年12月22日） - 全キャラクター

### ナレーション
- ホーリーランド DVD第4巻メイキング
- 龍が如く 見参!

### スチール
- 日刊ランニングマガジン・クリール（2006年）
- 週刊サッカーマガジン（2006年）
- 実際にあった怖い話 Vol.2（2007年）

## アクション監督
- HOLY MOTHER（2022年9月10日公開、監督：西村喜廣）
- 下町任侠伝 鷹5・6・7（2022年 - 2023年発売）
- オカムロさん（2022年10月14日公開、監督：松野友喜人）[24]
- 悪鬼のウイルス（2025年1月24日公開予定、監督：松野友喜人）[25]